# Adele (film)
Adele er en amerikansk stumfilm fra 1919 af Wallace Worsley.

## Medvirkende
- Kitty Gordon - Adele Bleneau
- Mahlon Hamilton - Fraser
- Wedgwood Nowell - von Schulling
- Joseph J. Dowling - Bleneau